# 熊坂良
熊坂 良 （くまさか りょう、1983年9月20日- ）は、日本の報道記者、元アナウンサー。
鹿児島放送（KKB）、秋田テレビ（AKT）、静岡放送（SBS）に在籍していた。
2013年に、三島市観光PR大使に任命。

## 来歴・人物
静岡県三島市出身。血液型A型。
法政大学卒業後、2007年東京地下鉄株式会社（東京メトロ）に入社。その後、学生時代からの目標であったアナウンサーへ転職。
2008年、鹿児島放送に入社。
2009年、秋田テレビに移籍。ニュースキャスターの他、様々な情報番組やスポーツ実況に携わっていた。
2020年、地元の静岡放送(SBS）で、報道記者となる。記者として、夕方の情報番組で生中継のリポートなども担当。

### 人物
- 趣味は、ランニングと筋トレ。特技は、バク転と地元三島市のＰＲ。
- 普通自動車免許のほか、英語検定2級、漢字検定2級、防災士などを所持している。

## エピソード
- 秋田テレビ時代、学生の時に陸上部に所属していたことから、毎年秋田市内で開催される「与次郎駅伝」に参加していた。
- 「熊坂良アナウンサーと行くハワイ、台湾の旅」という旅行ツアーが、旅行代理店HIS主催によって3年連続開催。主婦層を中心に人気のアナウンサーだった。

## 過去に担当した番組
鹿児島放送時代
- KKBニュース
- スーパーJチャンネル (リポーター）
- Kingspe (リポーター)
- スポーツ実況

秋田テレビ時代
- JAみどりの広場 (MC、番組ディレクター)
- がっこ茶っこTV (MC）
- AKTスーパーニュース (キャスター）
- Super jumpin(中継担当)
- げつ→きん４２０ (MC）
- 春の高校バレー 秋田県予選決勝（実況）
- ナイスカップ 小学生クラブ野球大会（実況）
- FNS27時間テレビ 全国中継（秋田担当）
- めざましどようび (リポート）

静岡放送 (SBS時代
- ORENGE (中継リポーター）
- 県政・市政担当。
- 記者として台風中継など、現場から数多くのリポート。